# Museo nacional de Bangladés
El  Museo nacional de Bangladés (en bengalí: বাংলাদেশ জাতীয় যাদুঘর) originalmente establecido el 20 de marzo de 1913, aunque bajo otro nombre, y formalmente inaugurado el 7 de agosto de 1913, se le concedió el estatus de museo nacional de Bangladés el 17 de noviembre de 1983. Se encuentra Shahbag, en la ciudad de Daca. El museo está bien organizado y las exhibiciones han sido alojadas en varios departamentos como el departamento de etnografía y arte decorativo, el departamento de historia y de arte clásico, en el departamento de historia natural, y el departamento de la civilización contemporánea y del mundo. El museo también cuenta con un laboratorio de conservación.

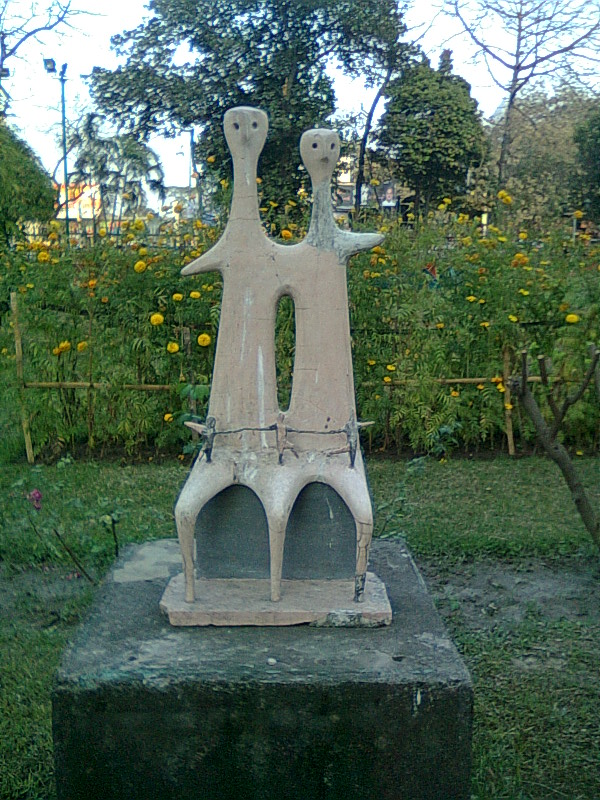
Composition, Novera Ahmed
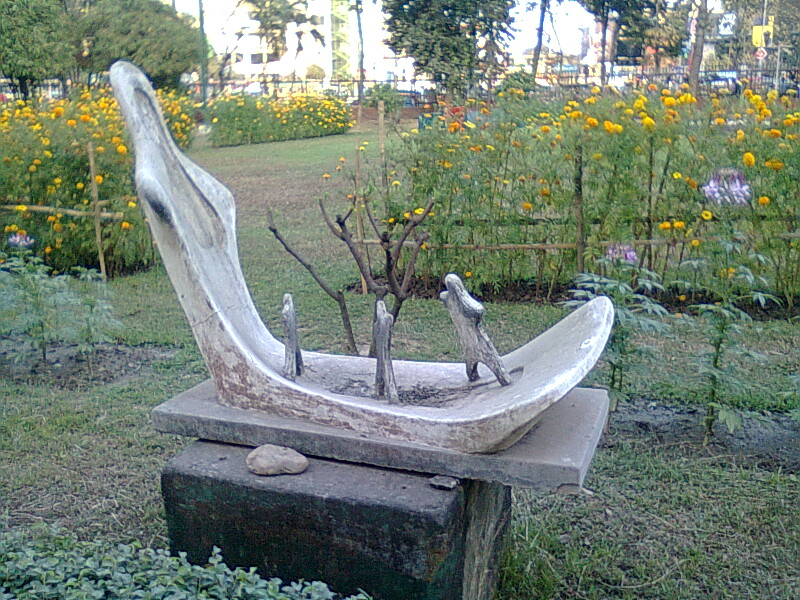
Reclining Figure, Novera Ahmed
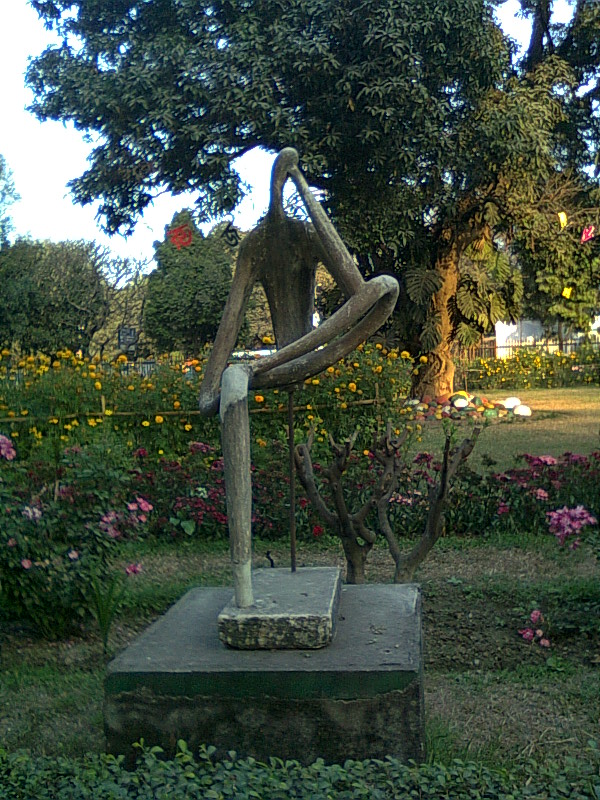
Seated Woman, Novera Ahmed
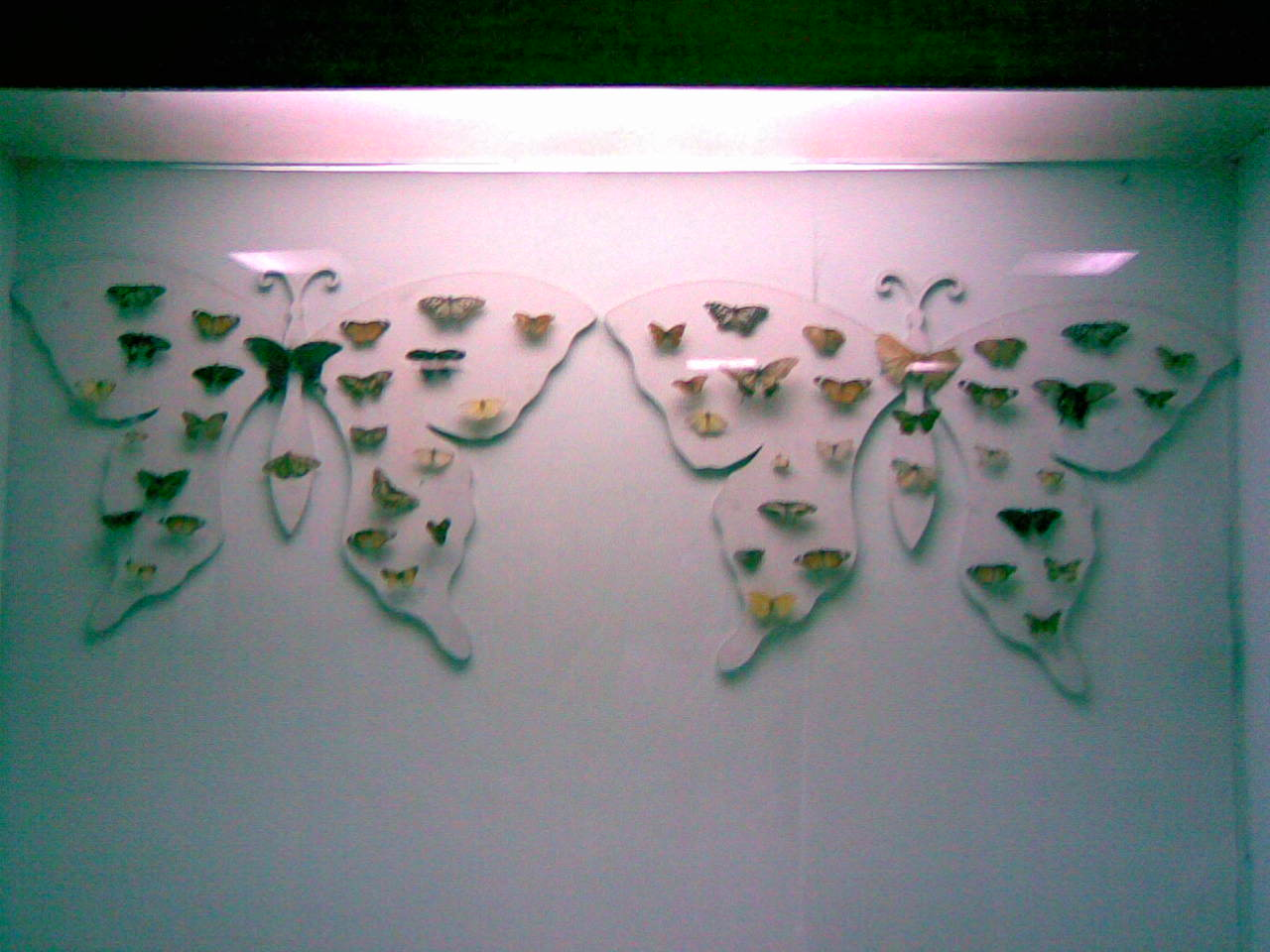
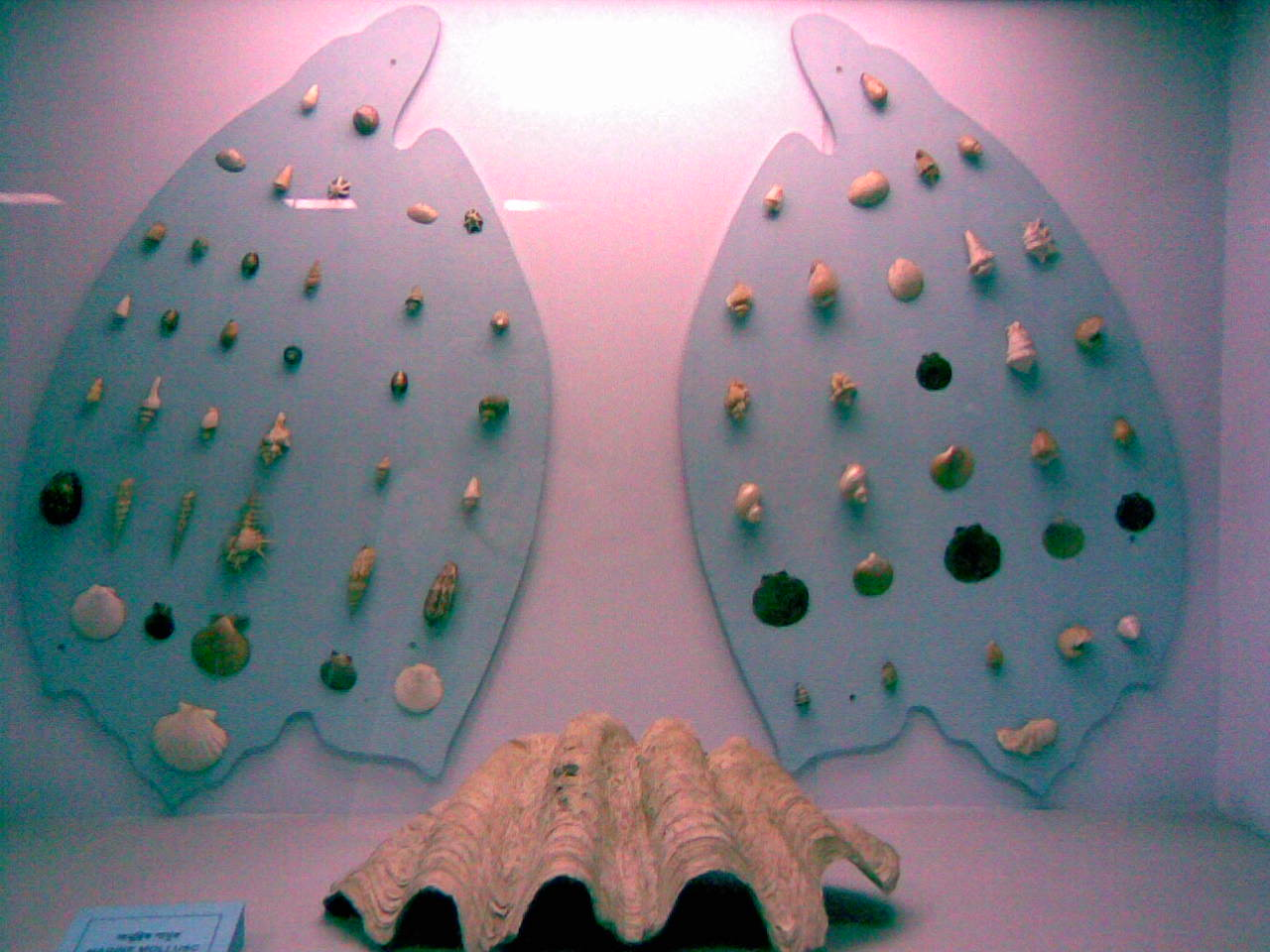
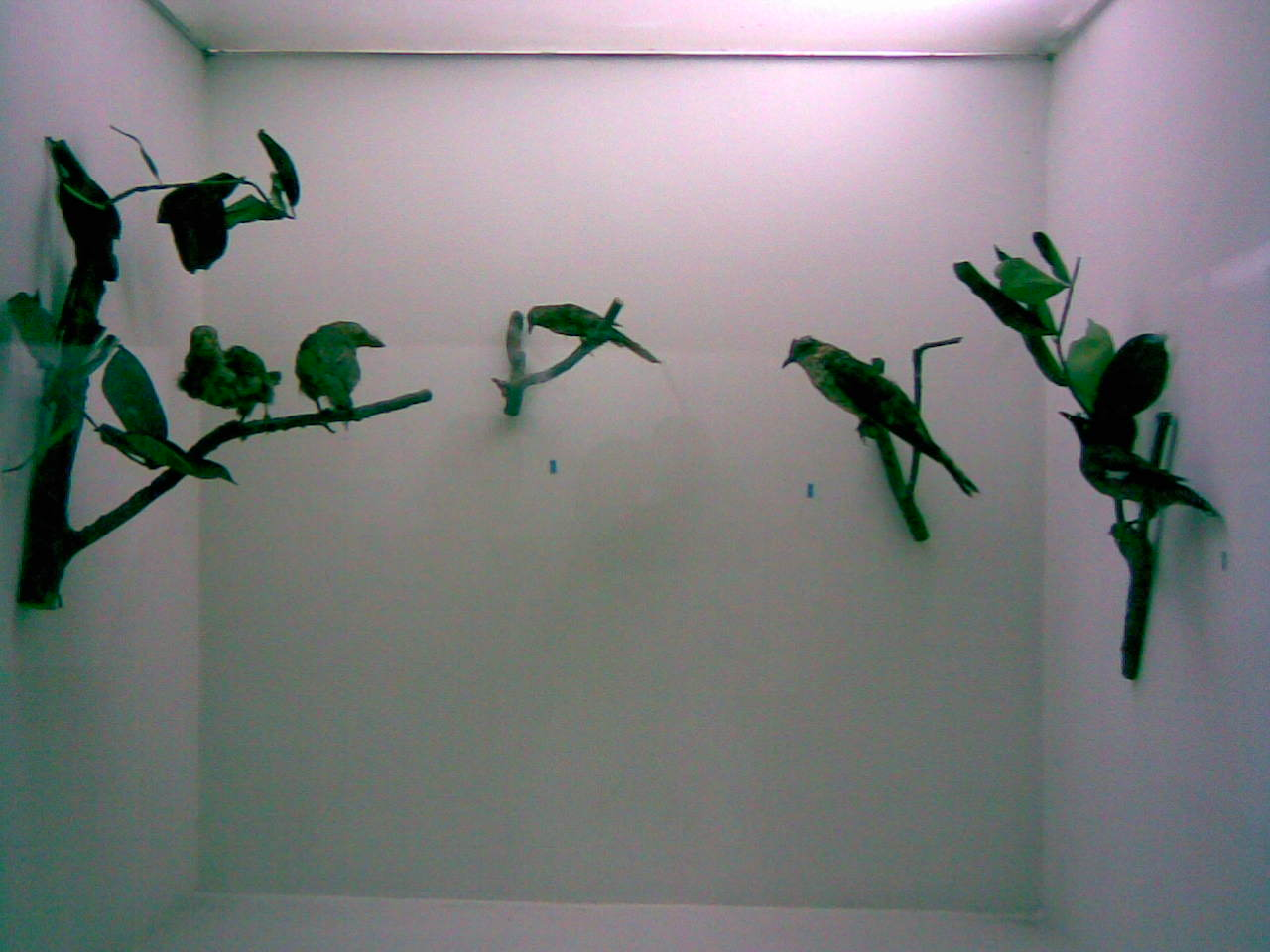
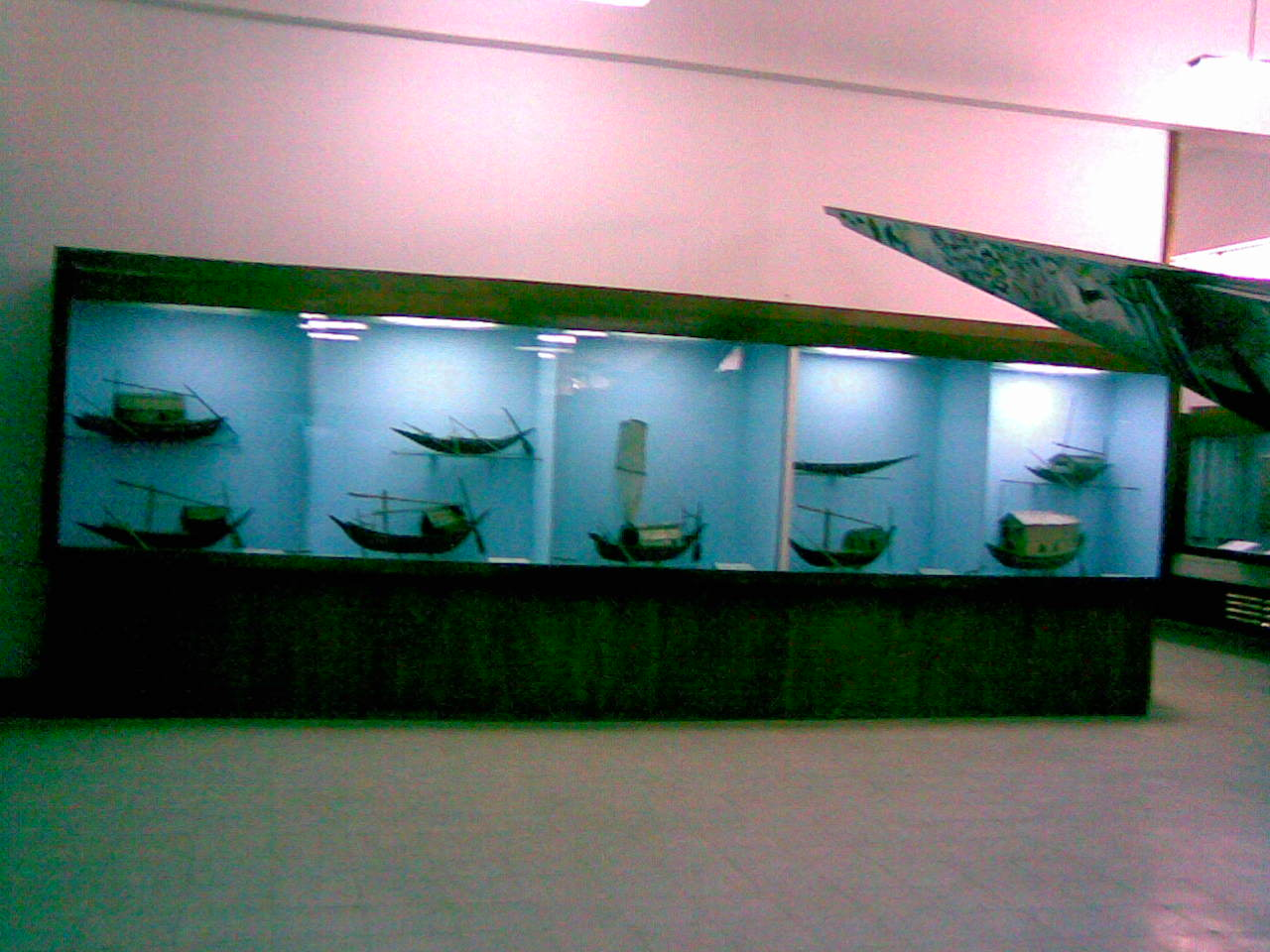
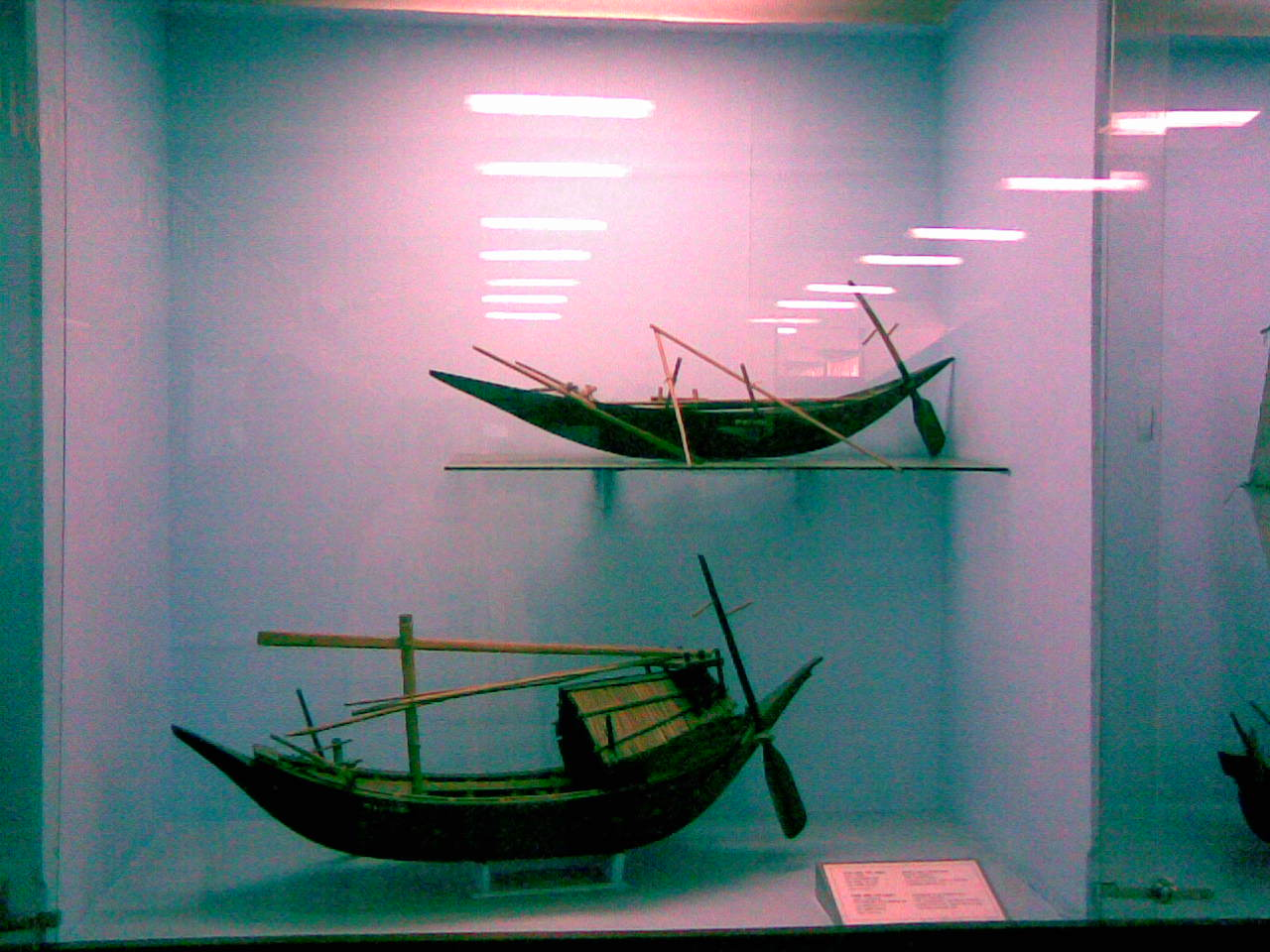
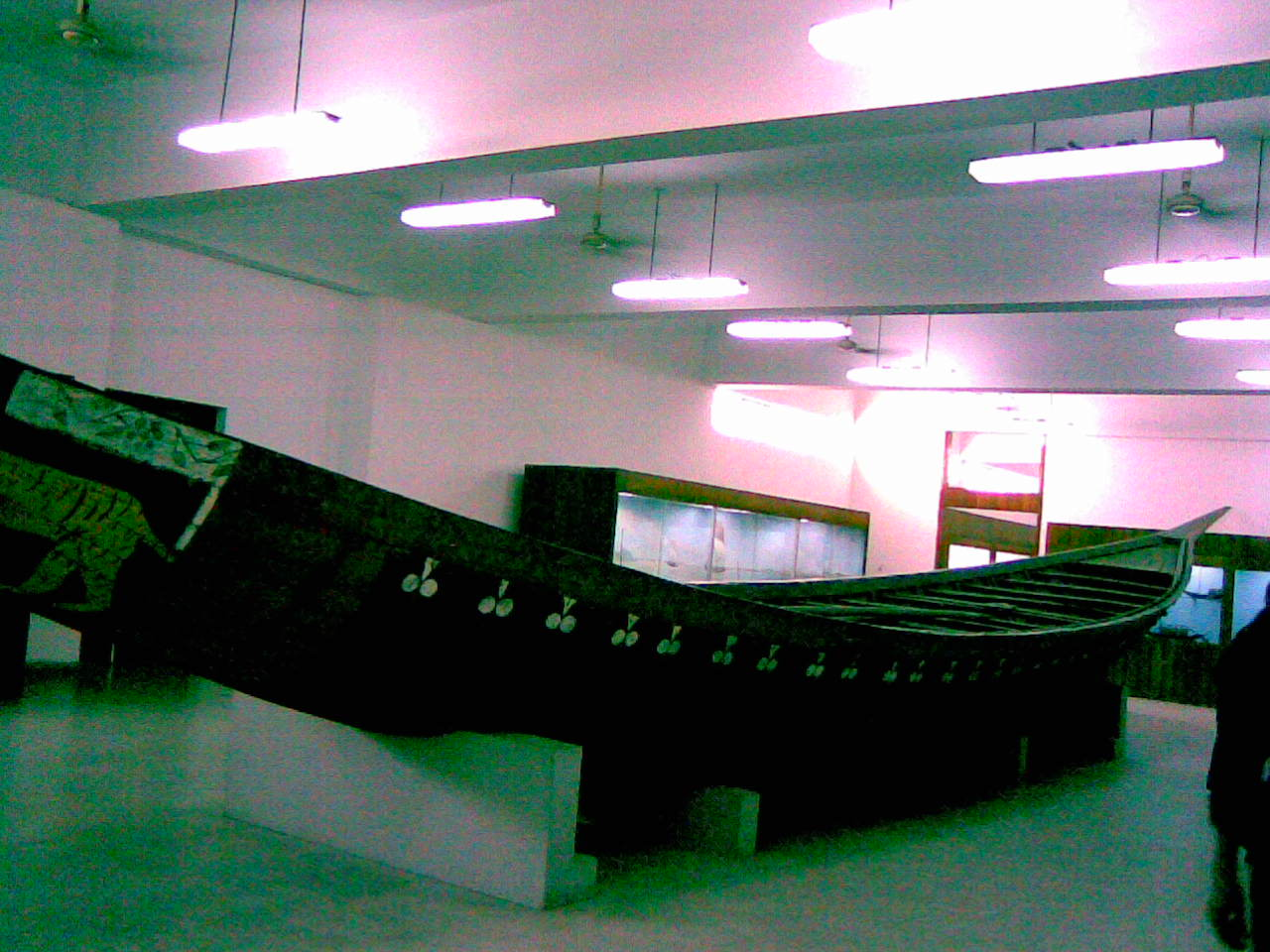
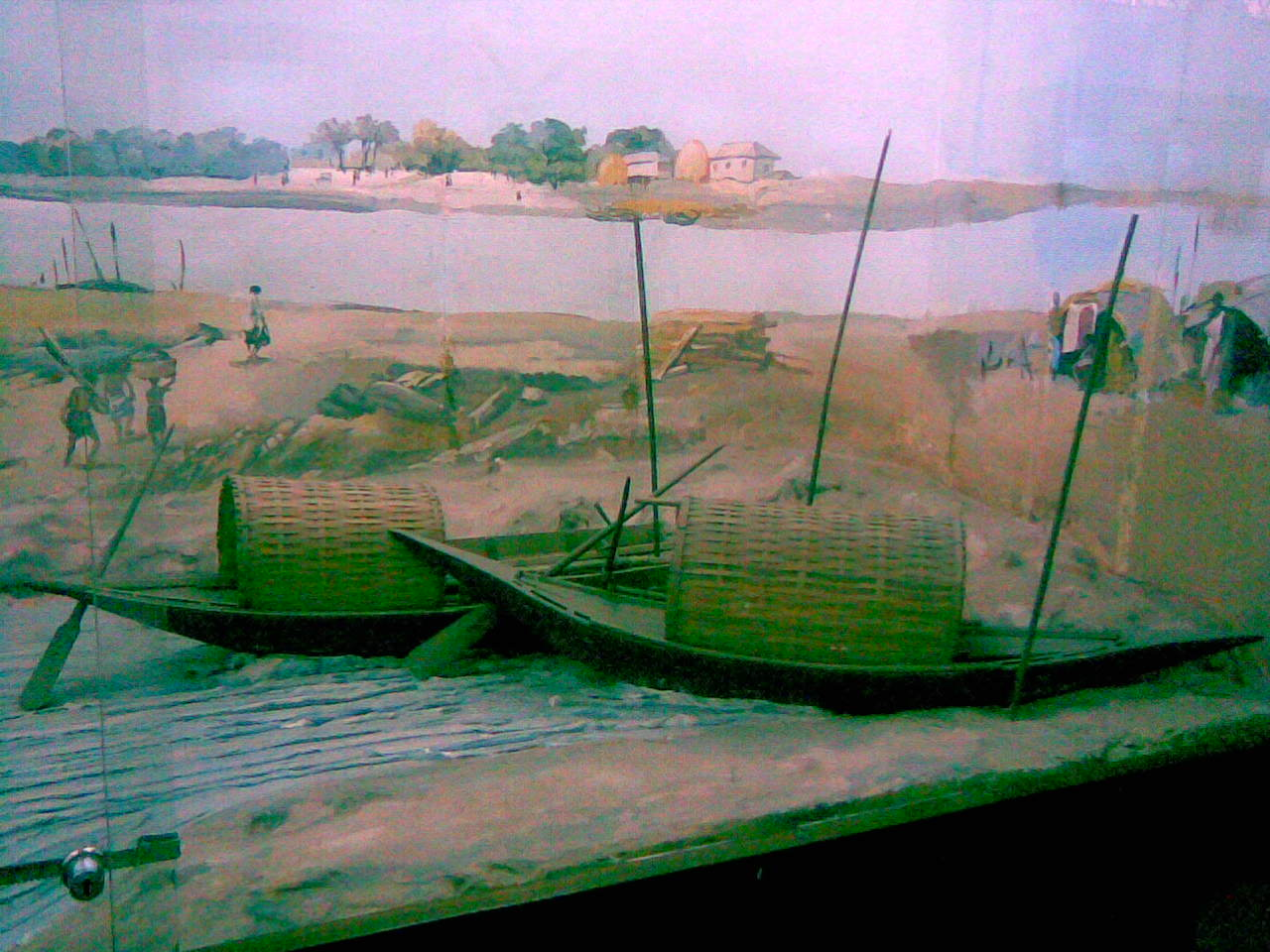
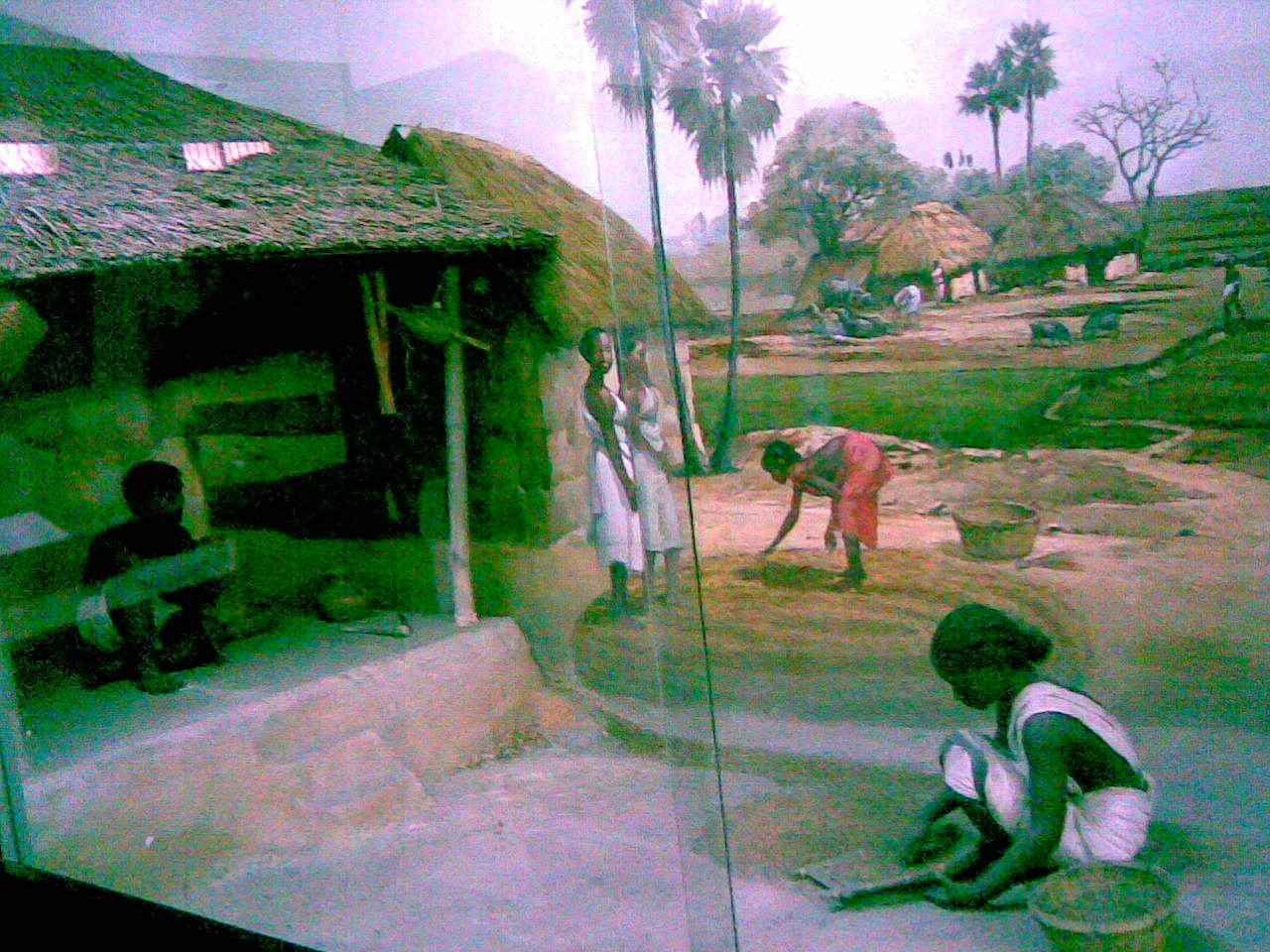
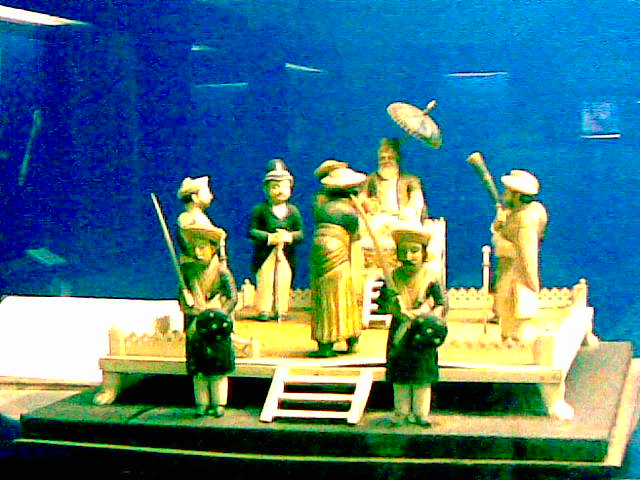

- Wikimedia Commons alberga una categoría multimedia sobre Museo nacional de Bangladés.